# ヤングキング
『ヤングキング』は、少年画報社が発行する日本の隔週刊青年漫画雑誌。1982年に休刊となった週刊漫画雑誌『少年キング』から誌名の「キング」を継承し、1987年8月に月刊誌として創刊。月2回刊漫画雑誌『少年KING』休刊後の1988年6月からは月2回刊となった。毎月第2・第4月曜日発売。

## 概要
『少年KING』の事実上の後継誌にあたるが、読者層を高校生以上としており、かつての『BADBOYS』『荒くれKNIGHT』『ギャングキング』といった不良少年を主人公としたヤンキー漫画・暴走族漫画を掲載作の中心としていることが特徴である。
1990年代以降『イケてる2人』シリーズを筆頭に、『愛DON'T恋』・『聖★高校生』・『ももいろさんご』など、お色気やソフトエッチを含んだラブコメディ作品が台頭し、ヤンキー漫画と二極化。バイク漫画やスポーツ漫画などといった両極端に属さない作品（『キリン』『並木橋通りアオバ自転車店』『幸せレストラン』『ごてんばチアリーダーズ』『＝イッパツ』など）も読切含め少なからず掲載され、掲載作のジャンルを多様化させていった。しかし2011年に、ヤンキー漫画・暴走族漫画以外のジャンルは『ヤングキングアワーズ』『月刊ヤングキング』および『ヤングコミック』へ移管され、本誌ではマフィアなど裏社会を舞台としたものやホラーものといった、『週刊漫画ゴラク』（日本文芸社）などと似通った作風の作品も扱うようになった。
他の青年誌同様、グラビアページも掲載している。かつてはセンターカラー4ページだけになるなど、掲載作のジャンルが多様化していた2009年前後は掲載されない時期もあったが、2017年現在は原則として毎号掲載されている。
派生誌として、1993年創刊の月刊誌『ヤングキングアワーズ』と、『月刊ヤングキングアワーズGH』（2006年に『月刊ヤングキング』として創刊、2013年に現行誌名に変更）、『ヤングキングBULL』（2018年8月 - ）がある。また、増刊誌として『ヤングキングBLACK』（2018年3月 - ）、『ヤングキング増刊エトランゼ』（1990年代に刊行）、『ヤングキング別冊キングダム』（1998年創刊、2004年休刊）や『THE 鉄道漫画』（2009年に本誌で『Rail Star Storys』（井上いちろう）をテスト掲載）がある。また、『WEBヤングキング』と銘打って、漫画ウェブサイト『ソク読み』上でウェブオリジナル連載を行っている。2022年5月25日には、Web雑誌の『ヤングキングラムダ』を創刊。

## ヤングキングコミックス
ヤングキングコミックス（YKコミックス）は『ヤングキング』に掲載された作品を主に収録する漫画単行本レーベル。
本誌『ヤングキング』の他、『ヤングキングアワーズ』および『月刊ヤングキングアワーズGH』などの姉妹誌とも共用の総合レーベルである。
また、少年画報社の成年漫画誌『ヤングコミック』も2014年以降は同レーベルから刊行されている（2013年までは専用レーベル「ヤングコミック コミックス（YCコミックス）」より刊行）。
そのほかに、廉価版レーベルとして「ヤンクキングコミックスベスト（YKベスト）」があり、YKコミックス同様にヤングキング系各誌の掲載作品を再録して刊行される（少年キングの系列作品や他誌他社の作品が収録される場合もある）。

## 作品一覧

### 連載中の作品
2025年14号現在。
- あめとむち（あいそえる） ※シリーズ連載[7]
- いきもにあっく！（井上とさず）
- 異世界リフレ〜たわわ異種族娘に全力で迫られてるかもしれません〜（亀吉いちこ）
- カバネアベンジ（吐兎モノロブ）
- 株式会社神かくし（片山陽介）
- 神街めくるめく（原作：日々曜、作画：関野葵）
- KIPPO（田中宏）
- 鬼門街 KARMA（永田晃一）
- クジラの葬列（矢木直樹）
- 近野智夏の腐じょうな日常（原作：渡邊ダイスケ、作画：大羽隆廣）
- シリアルキラー異世界に降り立つ 異世界バトルロイヤル（原作：河本ほむら、作画：ヒロ）
- テーラーの憂鬱（鷹野久）
- トーキョーカモフラージュアワー（松本千秋）
- トナリノジイサン（小池ノクト）
- 撮るに足らない（二駅ずい）
- ハンバーガーちゃんエロRPG転生絵日記（ハンバーガー）
- ベアフェイス（狛犬はやと）
- 枕営業の眠さん（原作：藤見登吏央、作画：もりちか）
- マッチングデッド（吉沢緑時）
- マンガで分かる心療内科（原作：ゆうきゆう、漫画：ソウ）
- やんちゃギャルの安城さん（加藤雄一）
- ワンナイト・モーニング（奥山ケニチ）

### 月1連載
- 今日はもう上がります（原作：オクショウ、作画：吐兎モノロブ）[8]
- バカ姉弟キング（安達哲）※連載開始時タイトルは『キング姉弟』[9]
- せふれ（甘詰留太）
- 僕×スター（肥谷圭介）[10]
- やえの酒めぐり（本郷司、協力：岸根靖興、取材協力：Japanese SAKE STAND 85）[10]

### その他掲載・シリーズ連載
- CRAZY BLOOD LINE NOW（東本昌平）
- トビウオと深海魚（靖史） ※シリーズ連載[11]
- ひとでなしのエチカ（ピエール手塚）※3回連載のち1回休載[10]
- ふたりはキャバ嬢！（ゐなり）※シリーズ連載[12]

### 休載作品
- スフェリコン（渡邊ダイスケ）

### 連載終了作品

#### あ行
- ART GANGSTA（齊藤真聖）
- 愛DON'T恋（中西やすひろ）
- 安城さんの学校の保健室の小牧先生（原作：加藤雄一、漫画：綾杉つばき） ※月1連載
- アキラNo.2（奥嶋ひろまさ） ※月1連載 → 毎号連載
- A・NI・KI（横山了一）
- あひる（楠本哲、原作：樫田正剛）
- アブラ・マンダラ（こやま基夫）
- 荒くれKNIGHT（吉田聡）
- いいなり！女体操作スマートフォン（クリムゾン）
- 雷神 いかづち（佐野タカシ）
- E.D.D（橋本エイジ） ※月1連載 → 『月刊ヤングキング』に移籍
- イケてる2人（佐野タカシ）
- 石田とあさくら（マサオ）
- いじめ撲滅プログラム 女子校編（原作：藤見登吏央、作画：ピエール手塚）※短期集中連載
- 一休（橋本エイジ）
- =イッパツ（原作：山口かつみ、漫画：谷嶋イサオ）
- WE NEED KISS（才谷ウメタロウ）
- WINDYS（志水三喜郎）
- 上をむいて歩こう（山口かつみ）
- ウグイス（民谷剛）
- うしろのまなざし（艶々）※不定期連載
- う♥た♥ひ♥め（清水としみつ）
- うなぎ鬼（作画：落合裕介、原作：高田侑）
- 恨まれ屋（楠本哲、監修：玄秀盛）
- うわこい（糸杉柾宏） ※月1連載 ← 『月刊ヤングキング』から移籍
- エリカ（楠本哲） ※月1連載
- エルフせんぱいは××××したい（亀吉いちこ）
- おかみの星!（吉野ケイイチ）
- おでん（中西やすひろ） ※月1連載
- 男を見せます（才美新介）
- 鬼のヒデトラ（吉田聡）
- 親さがし捨吉!!（みやわき心太郎）
- 終わりのハテミは繁殖したい（めたりかん）
- 女のコがHなマンガ描いちゃダメですか?（ジェームスほたて） ※月1連載 ← 『月刊ヤングキング』から移籍

#### か行
- 怪談（御茶漬海苔）
- 怪盗レシピ（若林健次）
- 学校の推せる怪談（井上とさず）
- 形代ミサヲの花嫁修業っ!?（めたりかん）
- カットビビジュアル系 舞（松浦聡彦） ※不定期連載
- カテゴリ・テリトリ（山東ユカ）
- 神の名のもとに（久保田流生）
- ギジポコ（才谷ウメタロウ）
- ギャングキング（柳内大樹） ※途中から月1連載 → 『マガジンSPECIAL』に移籍
- ぎゃんぐきんぐ（漫画：SP☆なかてま、原作：柳内大樹） ※月1連載
- 球場ラヴァーズ（石田敦子）→『ヤングキングアワーズ』に移籍
- QP（髙橋ヒロシ）
- 鬼門街（永田晃一）
- 桐切蛍の嫌いな食べもの（木綿八十子）
- キリン（東本昌平）
- キリン The Happy Ridder Speedway（東本昌平）
- 銀色のジェンダーズ（友野ヒロ）
- 喰フ女（甘詰留太）
- くの一だ!（綾坂みつね）
- 紅（くれない）（清水としみつ）
- 黒医者のデザート（外本ケンセイ）
- 黒幕お姉さん（才谷ウメタロウ）
- 外道の歌（渡邊ダイスケ）
- ゲバルト（コウノコウジ）
- 煙の先の敷島さん（野中かをる）※短期集中連載
- 喧嘩屋魂（飯星シンヤ） ※不定期連載
- 後部座席のクロノセンパイ（原作：艶々、作画：小夏ゆーた） ※月1連載、短期集中連載
- ゴクベン（オオイシヒロト）  ←『月刊ヤングキング』から移籍、『ごくべん ―極道弁護士 豆柴トメオ―』より改題
- ごてんばチアリーダーズ（宗我部としのり）
- GOLD（山本隆一郎）
- 婚渇女子（小林拓己）
- 紺碧のプリズナー（橋本エイジ）

#### さ行
- 最強!メチャうまラーメン（若林健次）※不定期連載
- サイリウム・パパ!!（もくはち）※集中連載[13]→連載[14]
- ザ★非情禁講師（原作：ディスク・ふらい、漫画：西崎泰正）
- 左様なら今晩は（山本中学）
- さよならブラック企業 働く人の最後の砦『退職代行』（外本ケンセイ、監修：小澤亜季子）
  - さよならブラック企業 〜ヒーロー弁護士 如月樹の本懐〜（外本ケンセイ、監修：竹内瑞穂）※『さよならブラック企業』の第2部[15]
- サライ（柴田昌弘）
- サル!マネー!（西条真二）
- サンケンロック（Boichi）
- 幸せレストラン（中西やすひろ）
- GCU（才谷ウメタロウ）
- 疾風・虹丸組（桑原真也）
- シドウ 〜最後の晩餐料理人〜（原作：薗田正弘、作画：田中顕） ※短期集中連載
- SHIBUYA狂争曲（作画：白鳥貴久、原作：俵家宗弖一、キャラクターデザイン：柳内大樹） ※月1連載
- SHIBUYAダガーズ（作画：横川直史、原作：俵家宗弖一、キャラクターデザイン：柳内大樹） ※月1連載
- シマウマ（小幡文生）
- しみけん 〜となりのしあわせ団地〜（蓮古田二郎） ※月1連載
- SHOUT!（奥嶋ひろまさ）
- 昇龍街道（平間広行）
- シリアルキラー異世界に降り立つ（原作：一粒苺、作画：ヒロ）※『ヤングキングラムダ』と同時連載[16]
- シルベスター（板橋しゅうほう）
- 白狗/黒猫（富田安紀子）
- 真犯人!!（門尾勇治）
- スイリ先生、はしたないっ！（井上とさず）
- 数学と文系ちゃん 〜役に立つ数学のススメ〜（タテノカズヒロ）
- スクラッチタイム（五十嵐浩一）
- ズタボロ（作画：楠本哲、原作：ゲッツ板谷）
- ステゴロ（原作：俵家宗弖一、漫画：小幡文生）
- SPEED STAR（飯星シンヤ）
- SPRITE（有村しのぶ）
- すぽこす!（さめだ小判）※月1連載
- 聖★高校生（小池田マヤ）
- 瀬尾と北中（原作：ザ・シーツ、漫画：河尻みつる）
- 絶叫（原作：葉真中顕、作画：轟ツキコ）
- 先生は悪女?（綾坂みつね）
- 善悪の屑（渡邊ダイスケ）
  - 園田の歌（原作：渡邊ダイスケ、作画：永田諒）
- それいけ!BLUE MELLOW（落合更起）
- それいけ!!ぼくらの団長ちゃん（小野寺浩二）
- 象の背中 〜息子〜（原作：秋元康、漫画：飯星シンヤ）

#### た行
- 高床式少女（滝川いづみ） ※月1連載
- 魂鋼（才谷ウメタロウ）
- たもっさん（風間やんわり）
- 戯けてルネサンス（山本中学）
- ちあ〜ず!（さめだ小判） → 『月刊ヤングキング』に移籍
- チェリオ!（有村しのぶ）
- チカ＞＜チカ（上月まんまる）
- チキンデイズ（吉野ケイイチ）
- チャージャー500（鷹岬諒）
- 中卒ヒロシ（魚乃目三太）
- 追放された錬金術師さん、最強のダンジョンを創りませんか？（原作：未来人A、キャラクター原案：三登いつき、作画：吐兎モノロブ）※月1連載、第一部完
- ツキカゲ（落合裕介）
- ツマヌダ格闘街（上山道郎）→『ヤングキングアワーズ』に移籍
- デスレス（六道神士）→『月刊ヤングキング』に移籍
- DEBIL（コウノコウジ）
- 鉄板少女アカネ!!（ありがひとし、原作：青木健生）
- 出番ですよ?近藤さん!（宗我部としのり）
- 天使のらくがき（中村みずも）
- DOLLY'S PARTY（山本和生）
- 斎女伝説クラダルマ（柴田昌弘）
- 特売ですよ!!信長様（羽鳥まりえ）→『ヤングキングBULL』に移籍
- どげせんR（RIN）
- 特攻!アルテミス（森左智）
- ドンケツ（たーし） ← 『月刊ヤングキング』から移籍
  - ドンケツ 第2章（たーし）休載[17]→『ヤングキングBULL』に移籍[18]

#### な行
- ナイーヴ（志水三喜郎）
- 殴り屋（森左智）
- ナデシコ平九郎（市川智茂）
- 並木橋通りアオバ自転車店（宮尾岳） → 『月刊ヤングキング』に移籍、2007年より移籍まで『ヤングキングアワーズ』にて並行連載
- 日暮里とんぼ連（木村直巳）
- 熱風・虹丸組（桑原真也）
- 逃がし屋グリズリーズ（民谷剛）

#### は行
- ハイエナ（藤原さとし） ※月1連載 ← 『月刊ヤングキング』から移籍（※隔月連載）
- 配信者と結婚するのはやめた方がいい（寅尾あかまる）
- 爆音列島（髙橋ツトム） ※リバイバル連載
- バクト（志名坂高次） ※月1連載
- ハスカップ・スシ・マサカー（小池ノクト）※短期集中連載
- BADBOYS（田中宏）
- BADBOYS グレアー（田中宏）
- バトルクラブ（塩崎雄二）→『月刊ヤングキング』に移籍
- はなさか!（宗我部としのり）
- 花園トライ（清水としみつ）
- ハナムラさんじゅっさい+（ハナムラ） ※月1連載 ← 『ヤングコミックチェリー』から移籍
- パピィラバーズ（甘詰留太）[19]※月1連載→『ヤングコミック』に移籍（2013年5月号に掲載）[20]
- パフォーマンス岩次郎（ジョージ秋山）
- BALANCE（SP☆なかてま）
- Beach Journey（中馬孝博）
- BITTER（ヒロ）
- ヒドゥラ（吉沢緑時）
- 姫剣（桑原真也）
- びんびんeyes（清水としみつ）
- V2パンツァー（松本零士）
- ブギーガール（野中かをる）
- ふくろう（原作：神津しおん、漫画：木村僚佑）
- 藤崎工業の女たち（新田小雪）
- フット・ギア（関口シュン）
- 無頼漢（市川智茂）
- ブラザー（原克玄）
- フラッグ!（堀田あきお）
- BLOOD -真剣師 将人-（落合裕介）
- フラワー（明石英之）
- プリティ・マニア（スエカネクミコ）
- BLUE CITY（富子海）
- PLAY!（花見沢Q太郎）
- プロ彼女（綾坂みつね）
- ブロッケンブラッド（塩野干支郎次）
- ブロッケンブラッドII（塩野干支郎次） ※月1連載
- ブロッケンブラッドIII（塩野干支郎次） ※月1連載
- ブロッケンブラッドIV（塩野干支郎次） ※月1連載 → 『ヤングキングアワーズ』に移籍
- Hey!リキ（漫画：永田晃一、原案：髙橋ヒロシ）
- ベロニカ（加納康雄）
- 僕とドールと放浪少女（小夏ゆーた）
- HOPS（有村しのぶ）

#### ま行
- マサイ（高港基資）
- マッチモンド（堀内祥吾）→『マンガDX＋』に移籍[21]
- まる（ビリー松本）
- ミカヅチ（野部優美）
- 身から出た鯖（中崎タツヤ）
- 巫女っす!（大橋薫）
- 3つの秘密（原作：艶々、作画：小夏ゆーた） ※短期集中連載
- 南篠崎探偵事務所（市川智茂）
- 無敵道（楠本哲、監修・玄秀盛） ※月1連載
- REIJI〜無敵道　新章〜（楠本哲、監修・玄秀盛）
- めいわく荘の人々（五十嵐浩一）
- 妄想と現実の間で。（草野紅壱） ※月1連載 ← 『月刊ヤングキング』から移籍
- 妄想フライデー（石田ゆう）
- めぞん文豪（原作：神田桂一・菊池良、漫画：河尻みつる）
- 桃色サバス（中津賢也）
- ももいろさんご（花見沢Q太郎）
- 桃色メロイック（福田晋一）
- Mon!もん!!悶!!!（山口かつみ）

#### や・ら・わ行
- 闇裁き（久保田流生） ※短期集中連載
- やんちゃギャルの安城さんたち〜高1編〜（原作：加藤雄一、漫画：すおしろ）
  - 小牧先生のダンジョンほけんだより 〜feat.やんちゃギャルの安城さん〜（原作：加藤雄一「やんちゃギャルの安城さん」、漫画：すおしろ）
- ゆめのかよいじ（大野安之）
- 湯屋! 〜江戸火華始末記〜（小林拓己）
- 由良COLORS（藤堂裕）
- 妖怪仕置人（中津賢也）
- 義経ちゃん剣風帖（小野寺浩二）
- よみがえりんね♪（森見明日）
- 夜鷹、廻る（八汐ごよう） ※月1連載
- ラセンバナ 〜螺旋花〜（桑原真也）
- ラブ♡オール（中野きゆ美）
- ラブ・スタ（佐野タカシ）
- 隣人さんはおせっかいお姉さん（かぱたろー）※第1部完[22]
- レンタルBOY（法田恵）
- アームドアーム（橋本還）
- わがままなオリーブ（有村しのぶ）
- ワンコとハチュ子（もくはち）※集中連載[23]

## 映像化作品

### アニメ化
| 作品            | 放送年 | アニメーション制作             | 備考                                   |
| --------------- | ------ | ------------------------------ | -------------------------------------- |
| イケてる2人     | 1999年 | J.C.STAFF                      |                                        |
| パチスロ貴族 銀 | 2001年 | A-Line                         |                                        |
| 石田とあさくら  | 2013年 | ダックスプロダクション HOTLINE | 他誌との並行連載 2分枠のショートアニメ |

| 作品                   | 配信年 | アニメーション制作 | 備考                                                       |
| ---------------------- | ------ | ------------------ | ---------------------------------------------------------- |
| マンガで分かる心療内科 | 2015年 | For All            | 6分枠のショートアニメ タイトルは「アニメで分かる心療内科」 |

| 作品         | 発売年        | 制作                    | 備考                                                          |
| ------------ | ------------- | ----------------------- | ------------------------------------------------------------- |
| BADBOYS      | 1993年-1998年 | J.C.STAFF               |                                                               |
| フラッグ!    | 1994年        | マジックバス            | タイトルは「埼玉県暴走最前線 フラッグ! 死にものぐるいの青春」 |
| SPRITE       | 1997年        | J.C.STAFF               | R15指定。タイトルは「真奈美&ナミ スプライト」                 |
| 荒くれKNIGHT | 1997年-1998年 | 東映動画 トランスアーツ |                                                               |

### 実写化
| 作品                           | 放送年     | 制作                           | 備考                     |
| ------------------------------ | ---------- | ------------------------------ | ------------------------ |
| 鉄板少女アカネ!!               | 2006年     | TBS ドリマックス・テレビジョン |                          |
| QP外伝                         | 2011年     | 日テレアックスオン OLM         | タイトルは「QP」         |
| BADBOYS                        | 2013年     | 日テレアックスオン             | タイトルは「BAD BOYS J」 |
| スモーキング                   | 2018年     | テレビ東京 ラインバック        |                          |
| ワンナイト・モーニング         | 2022年     | WOWOW ダブル・フィールド       |                          |
| トーキョーカモフラージュアワー | 2025年予定 | 朝日放送テレビ ホリプロ        |                          |

| 作品     | 配信年     | 制作   | 備考 |
| -------- | ---------- | ------ | ---- |
| 善悪の屑 | 2024年予定 | 未公表 |      |
| ドンケツ | 2025年     | 未公表 |      |

| 作品           | 公開年                 | 配給                         | 備考                                                                  |
| -------------- | ---------------------- | ---------------------------- | --------------------------------------------------------------------- |
| 荒くれKNIGHT   | 2007年（第1作・第2作） | トルネード・フィルム         | PG12指定                                                              |
| イケてる2人    | 2009年                 | GPミュージアムソフト         |                                                                       |
| BADBOYS        | 2011年（第1作）        | 全力エージェンシー           |                                                                       |
| BADBOYS        | 2013年（第2作）        | ショウゲート                 | テレビドラマ版の続編 タイトルは「劇場版 BAD BOYS J -最後に守るもの-」 |
| ゲバルト       | 2013年                 | オールインエンタテインメント |                                                                       |
| うわこい       | 2014年（第1作・第2作） | エスピーオー                 |                                                                       |
| 左様なら今晩は | 2022年                 | パルコ                       |                                                                       |

| 作品            | 発売年        | 制作       | 備考                                      |
| --------------- | ------------- | ---------- | ----------------------------------------- |
| 荒くれKNIGHT    | 1998年-1999年 | 東映ビデオ | タイトルは「新・湘南爆走族 荒くれKNIGHT」 |
| 特攻!アルテミス | 2001年        | N/A        |                                           |

- コミックスの出版社を移籍後に実写映画化された作品だと『ゆめのかよいじ』がある。

## 発行部数
- 2011年（2010年10月1日 - 2011年9月30日） - 200,000部（公称部数）[24]
- 2012年（2011年10月1日 - 2012年9月30日） - 200,000部（公称部数）[25]
- 2013年（2012年10月1日 - 2013年9月30日） - 200,000部（公称部数）[26]
- 2014年（2013年10月1日 - 2014年9月30日） - 200,000部（公称部数）[27]

以下の部数は全国出版協会発行の「出版指標 年報」掲載の推定値であり、公称値とは性質が異なる。
|                    | 部数   | 出典                                         |
| ------------------ | ------ | -------------------------------------------- |
| 1992年（平成4年）  | 17万部 | 1993年版 出版指標年報                        |
| 1993年（平成5年）  | 22万部 | 1994年版 出版指標年報                        |
| 1994年（平成6年）  | 25万部 | 1995年版 出版指標年報                        |
| 1995年（平成7年）  | 26万部 | 1996年版 出版指標年報                        |
| 1996年（平成8年）  | 31万部 | 1997年版 出版指標年報                        |
| 1997年（平成9年）  | 31万部 | 1998年版 出版指標年報                        |
| 1998年（平成10年） | 31万部 | 1999年版 出版指標年報                        |
| 1999年（平成11年） | 33万部 | 2000年版 出版指標年報                        |
| 2000年（平成12年） | 33万部 | 2001年版 出版指標年報                        |
| 2003年（平成15年） | 30万部 | 2004年版 出版指標年報 ISBN 4-9901618-1-5     |
| 2005年（平成17年） | 19万部 | 2006年版 出版指標年報 ISBN 4-9901618-3-1     |
| 2006年（平成18年） | 16万部 | 2007年版 出版指標年報 ISBN 978-4-9901618-4-2 |
| 2007年（平成19年） | 13万部 | 2008年版 出版指標年報 ISBN 978-4-9901618-5-9 |
| 2008年（平成20年） | 12万部 | 2009年版 出版指標年報 ISBN 978-4-9901618-6-6 |
| 2009年（平成21年） | 10万部 | 2010年版 出版指標年報 ISBN 978-4-9901618-7-3 |
| 2010年（平成22年） | 9万部  | 2011年版 出版指標年報 ISBN 978-4-9901618-8-0 |
| 2011年（平成23年） | 10万部 | 2012年版 出版指標年報 ISBN 978-4-9901618-9-7 |
| 2012年（平成24年） | 13万部 | 2013年版 出版指標年報 ISBN 978-4-915084-00-3 |
| 2013年（平成25年） | 15万部 | 2015年版 出版指標年報 ISBN 978-4-915084-02-7 |
| 2014年（平成26年） | 12万部 | 2015年版 出版指標年報 ISBN 978-4-915084-02-7 |
| 2015年（平成27年） | 11万部 | 2016年版 出版指標年報 ISBN 978-4-915084-03-4 |